# Adamaoua-Riedbock
Der Adamaoua-Riedbock (Redunca adamauae) ist eine afrikanische Antilope aus der Gattung der Riedböcke, der im Hochland von Adamaua im nördlichen Kamerun und einem kleinen Gebiet im angrenzenden nordöstlichen Nigeria vorkommt.

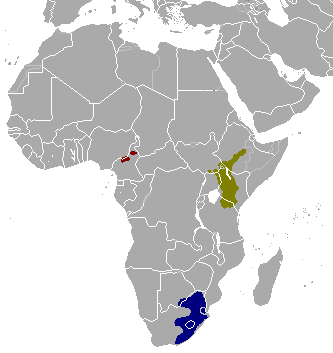
Die Verbreitungsgebiete der Redunca fulvorufula-Artengruppe
Adamaoua-Riedbock
Bergriedbock
Ostafrika-Bergriedbock

## Merkmale
Der Adamaoua-Riedbock ist die kleinste Art der Riedböcke. Vier Exemplare, die bisher vermessen wurden, hatten Kopf-Rumpf-Längen von 97 bis 110 Zentimeter und eine Schulterhöhe von 58 bis 73 Zentimeter. Männchen sind etwas größer als die Weibchen. Das Gewicht der Tiere wurde nicht gemessen. Das Fell ist dick und relativ lang. Ausgewachsene Männchen sind rotbraun gefärbt mit einem gelblichen Schimmer an den Körperseiten, Weibchen sind graubraun. Der Bauch und die Innenseiten der Beine sind weiß. Sie sind kräftiger und stämmiger als die des im gleichen Gebiet vorkommenden Tschad-Riedbocks (Redunca nigeriensis). Die Unterseite des sehr buschigen Schwanzes ist weiß. Das Kinn ist hell, die obere Kehlregion ist weiß. Die langen, schlanken Ohren sind etwas heller als der Körper. Ihre Innenseiten sind mit langen weißen Haaren besetzt. Die Duftdrüse unterhalb der Ohren ist als 2 bis 3 Zentimeter langes schwarzes Oval zu sehen. Nur Männchen besitzen Hörner. Sie sind beim Adamaoua-Riedbock schlanker als bei anderen Riedbockarten, verlaufen weitgehend parallel und sind nur wenig gebogen. Das untere Drittel der Hörner ist geringelt.
Das Gebiss besteht aus 32 Zähnen mit folgender Zahnformel: {\displaystyle {\frac {0.0.3.3}{3.1.3.3}}}

## Lebensraum und Lebensweise
Der Adamaoua-Riedbock wurde bisher auf grasbewachsenem mit Felsen und kleinen Wäldern durchsetzten Gebieten in Höhen von 1300 bis 1923 Metern beobachtet. Er lebt in kleinen, 2 bis 5 Exemplare umfassende und aus einem Männchen, Weibchen und Jungtieren bestehenden Gruppen. Die größte Gruppe bestand aus zwölf Exemplaren. Es wurden auch Einzeltiere und Paare (Männchen/Weibchen oder zwei Weibchen) beobachtet. Nähere Angaben zur Ernährung und zum Fortpflanzungsverhalten der Art fehlen bisher, es ist aber anzunehmen, dass sich der Adamaoua-Riedbock wie andere Riedbockarten überwiegend von Gräsern ernährt und auch das Fortpflanzungsverhalten weitgehend dem der übrigen Riedbockarten entspricht. Der Adamaoua-Riedbock ist auf rauem Gelände extrem wendig und schnell. In Gefahrensituationen flieht er bergauf.

## Systematik
Die Erstbeschreibung des Adamaoua-Riedbock wurde im Jahr 1962 durch den französischen Zoologen Pierre Pfeffer verfasst. Er stufte ihn als Unterart des Bergriedbocks (Redunca fulvorufula) ein, der vor allem im östlichen Südafrika verbreitet ist, etwa 4000 km weiter südlich. Die britischen Zoologen Colin Groves und Peter Grubb gaben ihm in einer 2011 veröffentlichten umfangreichen Revision der Huftiersystematik den Status einer eigenständigen Art.

## Gefährdung
Der Adamaoua-Riedbock wird auf der Roten Liste der IUCN als stark gefährdet eingestuft. Die gesamte Population besteht nur noch aus etwa 1000 bis 1100 adulten Exemplaren, wobei der Bestand rückläufig ist und in mehrere isolierte Subpopulationen geteilt ist. In Kamerun lebt der größte Teil des Bestandes des Adamaoua-Riedbocks außerhalb von Schutzgebieten, in Nigeria kommt er im unter anderem Gashaka-Gumti-Nationalpark vor.